# Macrohomotoma striata
Macrohomotoma striata är en insektsart som beskrevs av Crawford 1925. Macrohomotoma striata ingår i släktet Macrohomotoma och familjen Homotomidae. Inga underarter finns listade i Catalogue of Life.